# José Lebrún Moratinos
José Alí Lebrún Moratinos (ur. 19 marca 1919 w Puerto Cabello, zm. 21 lutego 2001 w Caracas) – wenezuelski duchowny katolicki, kardynał, arcybiskup metropolita Caracas.

## Życiorys
Studiował filozofię w Rzymie i teologię w Bogocie. Święcenia kapłańskie otrzymał w rodzinnej diecezji Valencia 19 grudnia 1943 roku, po czym przez kilkanaście lat pracował jako duszpasterz parafialny. 2 sierpnia 1956 został mianowany biskupem pomocniczym diecezji Maracaibo, zaś w kilkanaście miesięcy później jej administratorem apostolskim. W latach 1958–1962 był biskupem nowo utworzonej diecezji Maracay, następnie ordynariuszem Walencji, a 16 września 1972 roku Paweł VI mianował go arcybiskupem tytularnym Voncaria i koadiutorem z prawem następstwa arcybiskupa Caracas, kard. José Humberto Quintero, oraz administratorem apostolskim sede plena tejże metropolii. Rządy pasterskie przejął w niej 24 maja 1980 roku. Szczególną troską otaczał ubogich, był to bowiem okres gwałtownego wzrostu liczby ludności Caracas i związanych z tym napięć społecznych. 2 lutego 1983 roku Jan Paweł II mianował go kardynałem, przydzielając mu kościół tytularny św. Pankracego. 27 maja 1995 roku papież przyjął dymisję złożoną z urzędu ze względu na wiek.

## Źródło
- Wielka Encyklopedia Jana Pawła II, Edipresse Warszawa 2005, ISBN 83-60160-08-2